# La mujer del viajero en el tiempo
La mujer del viajero en el tiempo (título original en inglés The Time Traveler's Wife) es la primera novela escrita por la estadounidense Audrey Niffenegger y publicada en 2003. Se trata de una historia de amor centrada en un hombre con un trastorno genético que le provoca viajar en el tiempo impredeciblemente, y en su esposa, una artista que debe lidiar con sus frecuentes ausencias y experiencias peligrosas. La autora considera la historia como una metáfora sobre sus relaciones fallidas. La novela, que ha sido considerada tanto de ciencia ficción como romántica, trata temas como el amor, la pérdida y el libre albedrío. En particular, utiliza el viaje en el tiempo para explorar la falta de comunicación y la distancia en las relaciones humanas, además de profundizar en algunas preguntas existenciales.
Al tratarse de su primera novela, Niffenegger tuvo dificultades para encontrar un agente literario. Envió el manuscrito a MacAdam/Cage y, tras una subasta por los derechos de autor, la novela fue publicada. El libro se convirtió en un superventas tras la crítica realizada por el escritor y amigo de la familia de Niffenegger, Scott Turow, en el programa de televisión The Today Show, de la NBC. En marzo de 2009 había vendido dos millones y medio de copias sólo en Estados Unidos y el Reino Unido. Varios críticos mostraron su asombro por la perspectiva única de la autora sobre el viaje en el tiempo o destacaron su caracterización de la pareja, aplaudiendo su profundidad emocional, mientras que otros criticaron su estilo como excesivamente melodramático y el argumento como un ejemplo de emotivismo corriente. El libro ganó el Exclusive Books Boeke Prize y el British Book Award. Fue adaptada al cine en agosto de 2009.

## Argumento
Usando narraciones en primera persona alternadas, la novela cuenta las historias de Henry DeTamble (nacido en 1963), bibliotecario en la Biblioteca Newberry de Chicago y de su esposa, Clare Abshire (nacida en 1971), quien hace esculturas de papel. Henry tiene un trastorno genético muy extraño, el cual termina llamándose «cronodesplazamiento», que causa que viaje involuntariamente a través del tiempo. Por ejemplo, cuando Clare, con 20 años, se encuentra por primera vez en el presente (1991) con Henry al comienzo del libro, él es la primera vez que la ve, mientras que ella le conoce desde niña.
Henry empieza a viajar en tiempo con cinco años, saltando hacia adelante y hacia atrás en su propia línea del tiempo. Es incapaz de controlar los saltos: cuándo y dónde va, cuándo vuelve o cuán extenso va a ser el viaje. Sus destinos tienen que ver con su memoria subconsciente, pues frecuentemente viaja a lugares y tiempos relacionados con su propia vida. Algunos estímulos como el estrés pueden provocar el salto. El ejercicio físico, sobre todo correr, lo mantienen calmado y en el presente. En sus saltos al futuro busca medicamentos que le ayuden a controlar su trastorno. También busca la ayuda de un genetista, el Dr. Kendrick. Sin embargo, no puede llevarse nada consigo, ni desde el futuro ni desde el pasado. Siempre llega desnudo y su primera tarea es encontrar ropa, refugio y comida. Por esta razón desarrolla muchas habilidades de supervivencia, como romper cerraduras, autodefensa y pequeños hurtos. Aprende mucho de versiones mayores de sí mismo, que viajan al pasado para enseñarle.
Una vez que sus respectivas cronologías convergen naturalmente cuando se conocen en el presente de Henry, este comienza a viajar hacia la infancia y adolescencia de Clare en South Haven, comenzando en 1977, cuando Clare tiene seis años. En una de estas primeras visitas Henry le da, de memoria, una lista de los días en los que va a aparecer y ella lo escribe en su diario para recordar dejarle ropa y comida a su llegada. Durante otra visita, Henry revela involuntariamente que se casarán en el futuro. Con el paso del tiempo llegan a tener una relación muy intensa. En un momento, Henry ayuda a Clare a atemorizar y humillar a un joven que se había propasado con ella. La última visita en la juventud de Clare es en 1989, en su décimo octavo cumpleaños, durante el cual mantienen relaciones sexuales por primera vez. Después, permanecen separados dos años hasta su encuentro en la biblioteca.
Clare y Henry se casan, pero Clare tiene problemas al final de sus embarazos, presumiblemente debido a que la anomalía genética de Henry se transmite al feto. Después de seis abortos espontáneos, Henry se practica una vasectomía para evitarle más dolor. Sin embargo, una versión de Henry proveniente del pasado visita a Clare una noche y ésta queda embarazada nuevamente. Tras varias complicaciones, da a luz a una niña, Alba, quien también viaja en el tiempo pero, al contrario que su padre, tiene algún control sobre sus destinos. Antes de que nazca, Henry viaja al futuro y se encuentra con su hija de diez años en una excursión escolar, que le dice que él morirá cuando ella tenga cinco años.
Cuando Henry tiene 43 años, durante el que será su último año de vida, viaja a un garaje de Chicago durante un invierno frío y no encuentra ropa ni refugio. Como resultado de la hipotermia y la congelación, sus pies deben ser amputados en el presente. Tanto Henry como Clare saben que sin la habilidad de escapar en sus viajes, Henry morirá con seguridad en alguno de los próximos saltos. El día de año nuevo de 2006 Henry salta a un bosque de Míchigan en 1984 y recibe un disparo accidental por parte del hermano de Clare, una escena que había aparecido anteriormente (foreshadowing) en la novela. Henry vuelve al presente para morir en los brazos de Clare.
Poco después de morir, Clare encuentra una carta de Henry en la que le pide «que no le espere», pero en la que también describe un momento en su futuro en el que se encontrará de nuevo con él. La última escena del libro se ambienta cuando Clare tiene 82 años y Henry ha saltado al futuro desde sus 43 años. Clare le está esperando, como ha hecho toda la vida y, cuando llega, Henry la estrecha en sus brazos.

## Composición y publicación

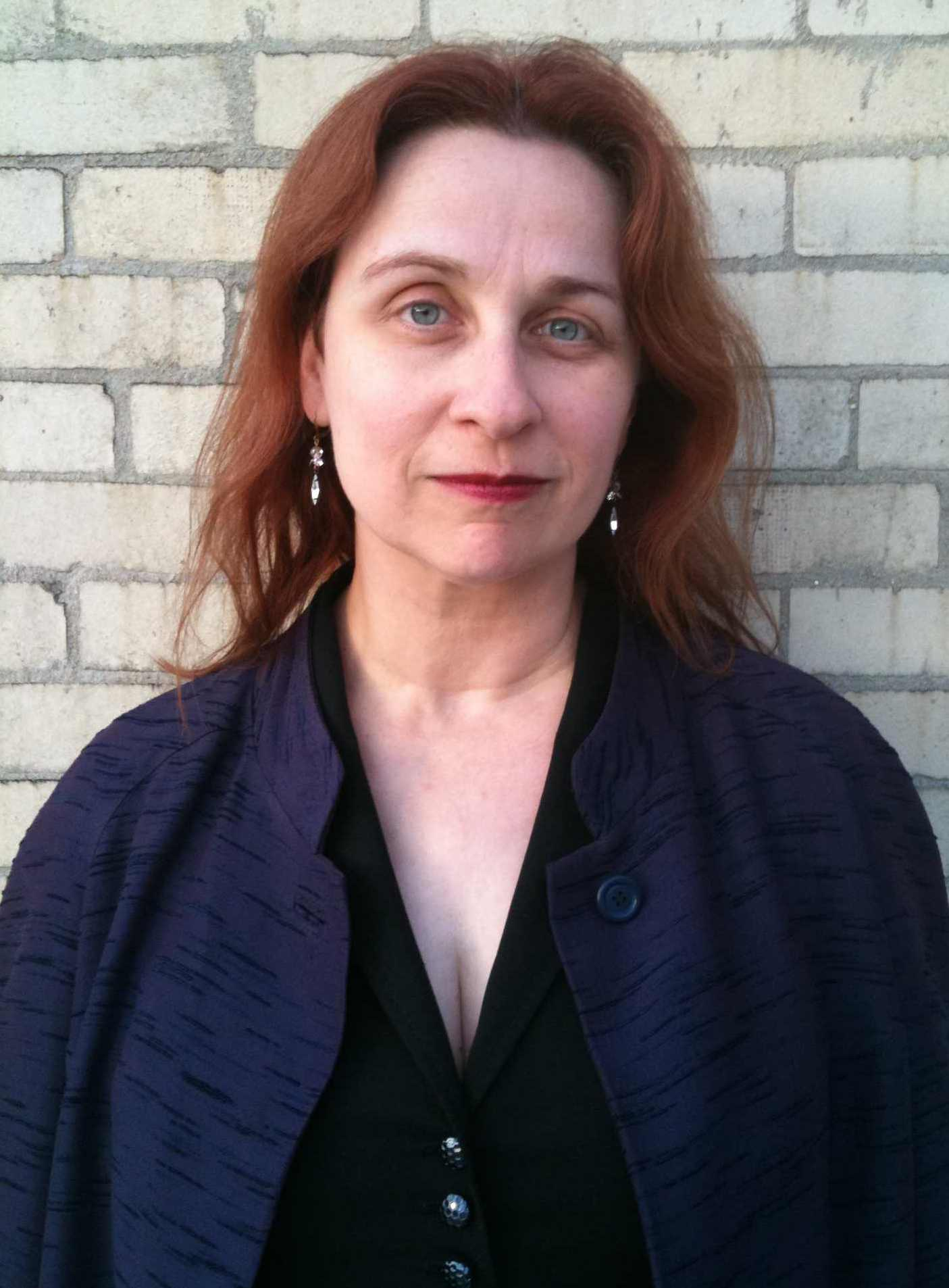
Audrey Niffenegger tiñó su pelo imitando la melena pelirroja de la protagonista de su novela, Clare, «para decir adiós» a la novela una vez la terminó.

Audrey Niffenegger, con formación artística, es profesora en el Center for Book and Paper Arts  del Columbia College Chicago, donde se preparan minuciosamente ediciones de libros pintados a mano. Publicó algunas de sus obras anteriores en ediciones de diez ejemplares, que fueron vendidos en galerías de arte. Sin embargo, decidió que La mujer del viajero en el tiempo sería una novela: «Tuve la idea para el título, y cuando dibujo dispongo de una gran mesa cubierta con papel de estraza, y escribo las ideas en el papel. Así que escribí este título y después de un tiempo comencé a pensar en ello. No lograba descubrir una manera de hacer que encajase con un libro de fotografías de imágenes fijas, porque no representan el tiempo muy bien, así que decidí escribir una novela». Estaba intrigada por el título porque «definía de inmediato a dos personas y su relación entre sí». Niffenegger afirma que su fuente de inspiración fue un epígrafe de la novela Man and Time, de J. B. Priestley (1964): «El tiempo del reloj es nuestro banquero, recaudador de impuestos, inspector de policía; este tiempo interior es nuestra esposa». Perfilando el tema general a partir de esta imagen, comenta: «Henry no sólo está casado con Clare; está también casado con el tiempo». Otros autores que Niffenegger ha citado como influencias en el libro son Richard Powers, David Foster Wallace, Henry James y Dorothy Sayers.
También ha afirmado que la historia es una metáfora de sus propios fracasos amorosos y que «tengo la impresión de que no va a haber ningún compañero del alma perfecto para mí, así que simplemente lo creé para mí misma». También se basó en el matrimonio de sus padres, pues su padre pasaba la mayor parte de los días de la semana viajando. A pesar de las analogías del argumento con su propia vida, Niffenegger ha dejado claro que Clare no es un autorretrato: «ella es radicalmente diferente. Yo soy mucho más voluntariosa y terca (...) no creo que pudiera soportar toda una vida esperando a que aparezca alguien, por muy fascinante que sea».
Niffenegger comenzó a escribir la novela en 1997. La última escena, en la que una envejecida Clare está esperando a Henry, fue la primera en componerse, pues actúa como punto focal de toda la historia. La narración se estructuró originalmente de forma temática, pero en respuesta a los comentarios de los lectores de los primeros borradores del manuscrito, la autora reorganizó el argumento siguiendo mayoritariamente la vida de Clare. Terminó la composición en 2001, pero, al no contar con experiencia en publicaciones comerciales, Niffenegger tuvo problemas para encontrar un agente literario dispuesto a publicar la novela; de hecho, 25 agentes rechazaron el manuscrito. En 2002 lo envió, sin haber sido solicitado, a una pequeña editorial de San Francisco, MacAdam/Cage, donde fue recibido por Anika Streitfeld. Streitfeld, que se convirtió en la primera editora, afirmó: «pensé que era increíble. Desde el mismo comienzo sientes que estás en unas manos muy capaces, que es alguien que tiene una historia que contar y sabe cómo hacerlo». Envió el manuscrito a David Poindexter, fundador de la editorial, «que lo leyó por la noche y decidió comprarlo». Sin embargo, para entonces Niffenegger ya tenía agente y varias editoriales de Nueva York estaban interesadas en la novela. El manuscrito salió a subasta y MacAdam/Cage pujó 100.000 dólares, la suma más grande que había ofrecido hasta entonces por un libro. Aunque otro editor le sobrepujó, Niffenegger escogió a MacAdam/Cage por la dedicación que mostraron hacia su trabajo. Además, comentó que su «inclinación natural es ir hacia lo pequeño. Mis antecedentes están llenos de música punk: siempre elijo la compañía indie frente a la gran corporación».

## Género

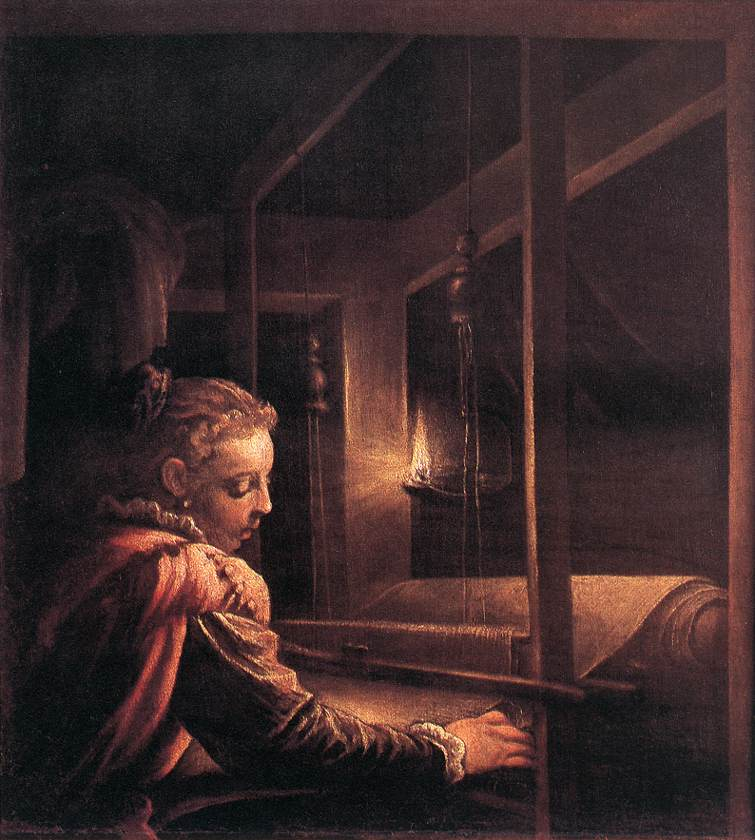
Clare se compara a sí misma con Penélope, que espera a Odiseo, una alusión literaria destacada también por los críticos.

Los críticos han tenido dificultades para clasificar el género de la novela. Algunos la consideran de ciencia ficción, otros una novela romántica. La misma autora es reacia a etiquetar la novela, afirmando que «nunca pensó en ella como ciencia ficción, aunque parta de una premisa propia del género». Según su perspectiva, la historia trata principalmente sobre la relación entre Henry y Clare y las dificultades que afrontan. También ha comentado que el romance entre los dos protagonistas está basado en el «emparejamiento cerebral» de los personajes de Dorothy Sayers, Lord Peter Wimsey y Harriet Vane.
El libro ha sido comparado a otros relatos de viajes en el tiempo, como Ahora y siempre, de Jack Finney (1970) y la película Somewhere in Time (1980). Henry ha sido comparado con Billy Pilgrim, personaje de la obra de Kurt Vonnegut Matadero cinco (1969). El escritor de ciencia ficción Terence M. Green ha calificado la novela como un «romance viajando en el tiempo». La mujer del viajero en el tiempo, sin embargo, no presenta las habituales paradojas del viaje a través del tiempo en la ciencia ficción tradicional. En su lugar, como describe el crítico Marc Mohan, la novela «utiliza el viaje en el tiempo como una metáfora para explicar cómo dos personas pueden sentir que se conocen el uno al otro de toda la vida».

## Temas
Niffenegger ha definido los temas de la novela como «mutantes, amor, muerte, amputación, sexo y tiempo». Los críticos, por su parte, se han centrado en el amor, la pérdida y el tiempo. Según Charlie Lee-Potter, del periódico The Independent, el libro es «una elegía al amor y la pérdida». El amor entre Henry y Clare es expresado en una gran variedad de formas, incluyendo a través de un análisis y de la historia de la vida sexual de la pareja.
Mientras que gran parte de la novela muestra a Henry y a Clare enamorados, el final es más oscuro y «el viaje a través del tiempo se convierte en el medio para representar la arbitrariedad, la fugacidad [y] la pura mala suerte», de acuerdo con el The Boston Globe. Según el artículo de Andrew Billen en The Times, «el libro puede incluso servir como un análisis feminista del matrimonio como una relación en la que sólo el varón tiene el privilegio de ausentarse». Bastantes críticos destacaron que el viaje en el tiempo representa las relaciones en las cuales las parejas no pueden comunicarse entre sí. Natasha Walter, de The Guardian, describe cómo el libro llama la atención sobre «el sentido de disminución que consigues en cualquier relación, el hecho que puedes estar viviendo una historia de amor ligeramente diferente de aquella que está experimentando tu pareja». La crítica señala, por ejemplo, la sección del libro que describe la primera vez que Clare y Henry mantienen relaciones sexuales. Ella tiene 18 años y él 41, además de ya estar casado con Clare en su presente. Después de este interludio, vuelve a su propio tiempo y a su esposa, que narra:

«Henry's been gone for almost twenty-four hours now, and as usual I'm torn between thinking obsessively about when and where he might be and being pissed at him for not being here (...) I hear Henry whistling as he comes up the path through the garden, into the studio. He stomps the snow off his boots and shrugs off his coat. He's looking marvelous, really happy. My heart is racing and I take a wild guess: "May 24, 1989?" "
Yes, oh, yes!" Henry scoops me up (...) and swings me around.
 Now I'm laughing, we're both laughing.»
«Hace casi veinticuatro horas que Henry se ha marchado y, como siempre, me siento escindida entre la obsesión de pensar dónde estará él, y en qué época, y el cabreo de saber que no está aquí y tener que preocuparme por cuándo regresará. (...) En ese momento, a Dios gracias, oigo a Henry silbar mientras se acerca al estudio por el camino del jardín. Se sacude la nieve de las botas y se desprende del abrigo con un brusco ademán. Tiene una aspecto fantástico, desborda alegría. Se me acelera el corazón y aventuro una conjetura:
—¿Era el 24 de mayo de 1989?
—¡Sí! ¡Desde luego que sí! —exclama Henry, aupándome al vuelo (...) y zarandeándome—
 Me río a carcajadas, ambos reímos.»
Audrey Niffenegger, La mujer del viajero en el tiempo, pág. 481 (ISBN 978-84-8346-047-4)

La novela plantea cuestiones acerca del determinismo y el libre albedrío. Por ejemplo, el crítico Dan Falk se pregunta: «ya que el viaje [de Henry] "ha ocurrido", ¿no debería estar simplemente compelido a actuar precisamente como recuerda verse a sí mismo actuar? (O quizás está obligado y simplemente siente que tiene oportunidad de cambiar...?)». Aunque aparentemente Henry no puede alterar el futuro, el personaje no se vuelve «cínico» y, de acuerdo con Lee-Potter, la novela demuestra que las personas pueden cambiar gracias al amor. Por su parte, Natasha Walter destaca que hay un «sentido casi-religioso» en lo inevitable de las vidas y muertes de Henry y Clare. La autora, sin embargo, cree que la novela no trata acerca del destino, sino de la «aleatoriedad y la pérdida de sentido».

## Recepción

Después de que el novelista Scott Turow aclamara la novela en el programa de televisión Today Show, se convirtió en un «superventas».

La edición en tapa dura de The Time Traveler's Wife fue publicada en los Estados Unidos por MacAdam/Cage y en el Reino Unido por Random House el 1 de enero de 2004. La editorial original inició una «extensa campaña de márketing», incluyendo anuncios en el The New York Times y en el The New Yorker, además de una gira promocional de la autora. La novela debutó en el puesto noveno de la Lista de superventas del New York Times. Después de que el célebre escritor de novelas negras Scott Turow promocionase el libro en el programa The Today Show, se agotó la primera edición, de 15.000 ejemplares, y se hizo una segunda de 100.000. En el Reino Unido, las ventas se multiplicaron tras ser recomendado por el programa de televisión Richard & Judy y se vendieron 45.000 copias en una sola semana. Amazon.com lo eligió Libro del Año.
Un artículo de diciembre de 2003 en The Observer señala que si bien «una pequeña minoría de los críticos estadounidenses» afirma que la novela es «artificiosa», es todo un «acontecimiento editorial». Para entonces el libro había sido vendido a editoriales de quince países, llegando, en marzo de 2009, al millón y medio de copias vendidas en Estados Unidos y el millón en el Reino Unido. El éxito de La mujer del viajero en el tiempo provocó que prácticamente todas las grandes editoriales intentasen conseguir los derechos de la segunda obra de Niffenegger, Her Fearful Symmetry, que ha sido catalogada como «una de las más ansiosas esperas de la historia editorial reciente». Finalmente, el manuscrito fue vendido a Scribner's tras un adelanto de cinco millones de dólares.
Los críticos, en general, han elogiado la caracterización de Henry y Clare, particularmente por su profundidad emocional.  Michelle Griffin de The Age destacó que, si bien Henry «está diseñado expresamente para las vidas fantásticas de las damas lectoras», sus defectos, en especial su naturaleza «violenta, propensa a las discusiones y depresiva» lo convierten en un personaje fuerte y bien definido. Charles DeLint escribió en el The Magazine of Fantasy and Science Fiction que uno de los «grandes éxitos» de Niffenegger en la novela fue su habilidad para expresar el crecimiento emocional de Clare y de Henry en varios arcos argumentales y al mismo tiempo alternando sus perspectivas. Stephen Amidon, de The Times, en cambio, remarcó el egoísmo del protagonista.
Por otro lado, muchos críticos se mostraron impresionados por la premisa de la novela, pero reprobaron su estilo melodramático. Griffin, por ejemplo, alaba el argumento y su concepto global como «ingenioso», pero califica el estilo de Niffenegger como frecuentemente «pedestre» y la historia en ocasiones «artificiosa». Heidi Darroch, del National Post, está de acuerdo con esta descripción, argumentando que el libro se excede en momentos emotivos «que nunca aportan gran cosa al argumento desarrollado». En su artículo del The Chicago Tribune, Carey Harrison elogia la originalidad de la novela, específicamente la intersección entre el viaje a través del tiempo y el desarrollo de un niño. A pesar de apreciar el punto de partida de la novela, Amidon valora las implicaciones de los viajes en el tiempo de Henry como poco elaboradas. Por ejemplo, Henry conoce qué ocurrirá el 11 de septiembre de 2001, pero no hace nada para evitarlo. En cambio, ese día madruga «para escuchar un mundo que será normal por un poco más de tiempo». El mismo autor ha criticado también la «torpeza general» de la novela, considerando que Niffenegger es «una estilista torpe, frecuentemente tediosa y dada a repentinas erupciones de clichés». Miriam Shaviv, en la misma línea, escribe en The Jerusalem Post, «No hay ningún mensaje original o ni siquiera exento de clichés aquí. El amor verdadero, da la impresión de que Niffenegger quiere decirnos, es eterno y puede sobrevivir incluso en las peores circunstancias (...) Y, aun así, el libro es adictivo, elaborado con delicadeza y psicología». Recogiendo las opiniones de la mayoría de críticos, el Library Journal describe la novela como «[una obra] escrita con habilidad, con una plétora de personajes diferentes y emociones sinceras», recomendando que las bibliotecas públicas adquiriesen suficientes ejemplares del libro.

## Premios y nominaciones
| Premio                                   | Año  | Resultado       |
| ---------------------------------------- | ---- | --------------- |
| Premio Locus a la mejor novela debutante | 2004 | Nominada        |
| Premio Orange de ficción                 | 2004 | Preseleccionada |
| Premio Arthur C. Clarke                  | 2005 | Seleccionada    |
| Premio memorial John W. Campbell         | 2005 | Tercer puesto   |
| Exclusive Books Boeke Prize              | 2005 | Ganadora        |
| Premio Geffen                            | 2006 | Nominada        |
| British Book Award                       | 2006 | Ganadora        |

## Adaptaciones

### Audiolibro
BBC Audio publicó un audiolibro de la versión original de The Time Traveler's Wife narrado por William Hope y Laurel Lefkow, calificados por una crítica como unos «lectores muy determinados». HighBridge también produjo una versión reducida en 2003, de doce horas de duración y narrada por Maggi-Meg Reed y Christopher Burns; su interpretación ha sido descrita como «sincera y apasionada».

### Película
Los derechos para la adaptación cinematográfica de The Time Traveler's Wife fueron adquiridos por Plan B Entertainment, la productora de Jennifer Aniston y Brad Pitt, en asociación con New Line Cinema, antes de la publicación de la novela. En septiembre de 2003 el estudio contrató al guionista Jeremy Leven para escribir la adaptación de la novela. Los directores Steven Spielberg y David Fincher expresaron su interés en el proyecto, aunque no se llevaron a cabo negociaciones con ellos. En marzo de 2005 se le propuso el proyecto al director Gus Van Sant, pero no llegaron a buen puerto. 
Finalmente, el guion fue escrito por Bruce Joel Rubin y la película dirigida por Robert Schwentke, con Eric Bana y Rachel McAdams como protagonistas. El rodaje comenzó en septiembre de 2007 en Toronto, Canadá, y el montaje final fue estrenado el 14 de agosto de 2009 por Warner Brothers. Cuando se le preguntó acerca de la posibilidad de que la novela fuera adaptada al cine, Niffenegger comentó «tengo mi propia pequeña película en mi cabeza. Y estoy algo atemorizada porque pueda ser cambiada o borrada por lo que otra persona pueda hacer con la novela. Y esto es bastante inquietante, porque los personajes ahora tienen una existencia separada de mí».
Contó con un presupuesto de 39 millones de dólares y una recaudación, en todo el mundo, de cerca de 66 millones de dólares, por lo que es considerada un éxito financiero. La crítica recibió la película con división de opiniones.  Basado en 128 reseñas recogidas por Rotten Tomatoes, The Time Traveler's Wife recibió un 35% de aprobación de los críticos, con una puntuación media de 5/10. Según otro agregador de reseñas, Metacritic, la película ha recibido una puntuación media de 45%, basándose en 29 comentarios. Entre las críticas negativas destaca la del The New York Times, que publicó que la película era «una adaptación a veces ridícula, torpe, insatisfactoria y agriamente melodramática».

### Televisión
- La mujer del viajero en el tiempo (2022), serie dirigida por David Nutter